# (73204) 2002 JZ15
2002 جاي زد 15 (ويعرف أيضًا باسم (73204) 2002 جاي زد 15 وفق تسمية الكوكب الصغير) (بالإنجليزية: 2002 JZ15)‏ هو كويكب ضمن حزام الكويكبات؛ وترتيبه 73204 من حيث الاكتشاف.
اكتُشف هذا الجُرم الفلكي بواسطة William Kwong Yu Yeung ‏ في 8 مايو 2002.

## وصلات خارجية
- (73204) 2002 JZ15 في قاعدة بيانات مختبر الدفع النفاث لأجرام النظام الشمسي الصغيرة

- الاكتشاف · مخطط المدار ·  العناصر المدارية · المعلمات المادية

- (73204) 2002 JZ15 على موقع ويكي سكاي: DSS2, SDSS, GALEX, IRAS, Hydrogen α, X-Ray, Astrophoto, Sky Map, Articles and images